# Sakura sakura
„Sakura sakura” (さくらさくら, 桜桜?, „Flori de cireș, flori de cireș”), cunoscut de asemenea și doar ca „Sakura”, este un cântec folcloric japonez (min'yo) care ilustrează începutul primăverii, anotimpul florilor de cireș. Inițial era cunoscut sub numele de „Saita sakura” („Cele mai multe flori de cireș”). În ciuda credinței populare, cântecul nu are origini antice; a fost o melodie urbană cunoscută a perioadei Edo și a fost adoptată ca piesă pentru studenții începători la koto în Colecția de muzică japoneză de koto a Academiei de Muzică din Tokyo, publicată în 1888 de către Ministerul Educației. Cântecul a fost popular încă din perioada Meiji, iar versurile în forma lor actuală au fost atașate atunci. Este adesea interpretat în timpul evenimentelor internaționale ca un cântec reprezentativ al Japoniei. 
În 2007, a fost selectat pentru Nihon no Uta Hyakusen („Colecție de o sută de cântece japoneze”), o colecție de melodii și cântece de leagăn larg apreciate în Japonia.

## Melodia
Melodia „Sakura sakura” este pentatonică utilizând treptele 1, 3, 4, 6 și 7, adică notele Do, Mi, Fa, La și Si din solfegiu.

## Versuri
Versurile originale sunt listate ca a doua strofă. În 1941, Ministerul Educației din Japonia a publicat o strofă adițională în Uta no hon („Carte de cântece”, うたのほん 教師用 下), plasând-o înaintea strofei originale.
| Standard | Hiragana | Rōmaji | Traducere |
| --- | --- | --- | --- |
| 桜 桜 野山も里も 見渡す限り 霞か雲か 朝日に匂う 桜 桜 花ざかり 桜 桜 弥生の空は 見渡す限り 霞か雲か 匂いぞ 出ずる いざや いざや 見に行かん | さくら さくら のやま も さと も みわたす かぎり かすみ か くも か あさひ に におう さくら さくら はな ざかり さくら さくら やよい の そら は みわたす かぎり かすみ か くも か におい ぞ いずる いざや いざや みに ゆかん | sakura sakura noyama mo sato mo mi-watasu kagiri kasumi ka kumo ka asahi ni niou sakura sakura hana zakari sakura sakura yayoi no sora wa mi-watasu kagiri kasumi ka kumo ka nioi zo izuru izaya izaya mi ni yukan | Flori de cireș, flori de cireș, Și pe câmpuri și în sate Cât vezi cu ochii. Să fie ceață? Să fie nori? Mireasma soarelui de dimineață. Flori de cireș, flori de cireș, Flori pe deplin înflorite. Flori de cireș, flori de cireș, Peste cerul de martie, Cât vezi cu ochii. Să fie ceață? Să fie nori? Mireasma lor umple aerul. Veniți! veniți! Haideți să le vedem! |

## Variații
Visul florilor de cireș de Keiko Abe, un percuționist virtuoz, este o piesă de cinci minute pentru marimba. Această piesă este bazată pe „Sakura sakura” și a devenit populară în repertoriul marimba.
Simfonia a cincea a lui Alfred Reed, numită „Sakura”, este de asemenea bazată pe acest cântec folcloric.
Deoarece melodia se întinde pe o gamă modestă, se potrivește în mod ideal instrumentelor care folosesc o gamă limitată de frecvențe sonore, precum flautul amerindian.